# Paulina Cruceanu
Paulina Cruceanu (n. 1865, Iași, Principatele Unite Române – d. 1921, București, România) a fost prima femeie farmacist, cu diplomă universitară, din România.

## Biografie
S-a născut într-o familie de evrei, sub numele Grossman, numindu-se Cruceanu după căsătorie.
A absolvit primele clase la școala gimnazială „Ștefan cel Mare" din Iași, iar prin acordul scris al tatălui ei a început practica farmaceutică la Farmacia Minerva din Roman.
După terminarea celor trei ani de practică obligatorie, în octombrie 1887, a depus cererea către directorului Școlii Superioare de Farmacie din București, spre a fi examinată în vederea obținerii titlului de asistentă de farmacie. În același an, pe data de 7 noiembrie, după susținerea examenului, a primit certificatul.
Între 1888 și 1891 a studiat la Facultatea de Medicină din București. În toți acești ani, Paulina Cruceanu a avut șansa să întâlnească profesori extraordinari, de menționat Emanoil Bacaloglu și Iacob Felix.
În 1981 a primit dreptul de liberă practică medicală de la Consiliul Sanitar Superior. Din greșeală, pe diploma de licență, Paulina Cruceanu a figurat ca „practicantă a religiei mozaice”, ceea ce a dus la returnarea acesteia în vederea obținerii unei diplome noi. Până la eliberarea noii diplome a lucrat ca învățătoare.
Pe data de 27 noiembrie 1921, Paulina Cruceanu a alunecat sub roțile unui tramvai tras de cai, fiind grav rănită. După două zile, pe 29 noiembrie, a murit la Spitalul Colțea din București.
A fost înmormântată la Cimitirul „Reînvierea” din București.

## Activitate
A început activitatea de farmacistă în cadrul spitalului Otetelis din județul Vâlcea.
În 1904 a fost transferată la Spitalul rural Cocioc din județul Ilfov.
În 1905 a lucrat la farmacia Spitalului Fierbinți din județul Ilfov, urmată de activitatea în cadrul farmaciei Spitalului rural „Anton Cincu” din Nicorești, Tecuci.
A lucrat ca farmacistă în diverse spitale din Moldova, iar în 1917, cu sprijinul profesorului Alexandru Obregia, a fost numită șefa Depozitului de Medicamente din Iași. La terminarea războiului a fost aleasă de conducerea Casei Centrale, să inventarieze și să transporte Depozitul de Medicamente din Iași la sediul celui din București, cele două reunificându-se în 1918. A rămas șefa acestui depozit până în anul 1920.
În 1921 a obținut, în urma unei cereri, concesiunea pentru deschiderea unei farmacii în orașul Lugoj, județul Caraș-Severin. Pe 29 noiembrie, Monitorul Oficial a publicat decretul ce-i acorda concesiunea mult dorită, aceeași zi în care Paulina Cruceanu a decedat în urma unui grav accident.